# Ranstads uppsamlingssjö
Ranstads uppsamlingssjö  eller Högbergssjön är en sjö i Skövde kommun i Västergötland och ingår i Göta älvs huvudavrinningsområde. Sjön var en del i Ranstadsverkets sanering, och användes för att minska mängden tungmetaller från dagbrottet. Sjön är numer en fiskesjö.

## Galleri

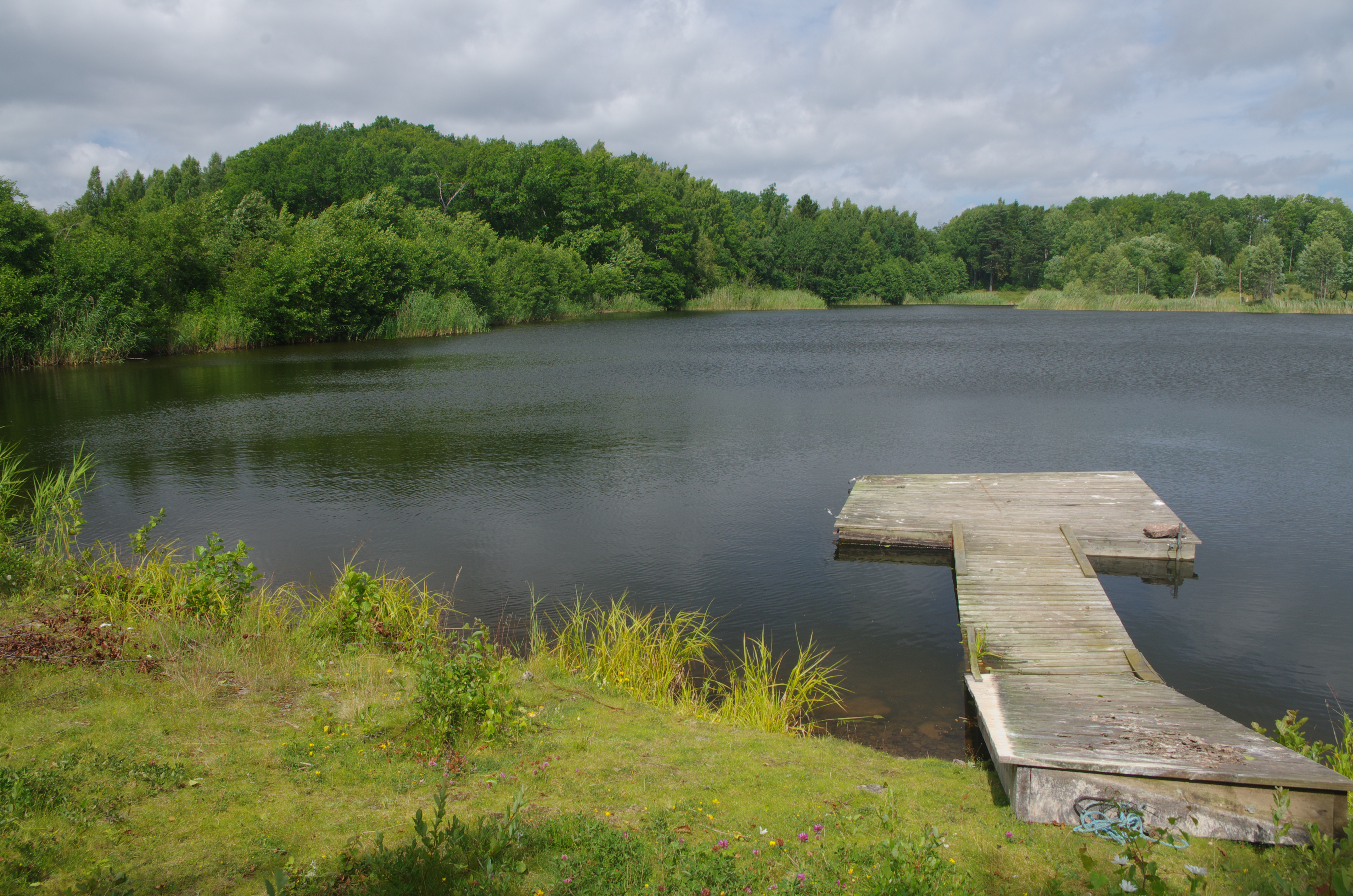
En av fiskebryggorna.
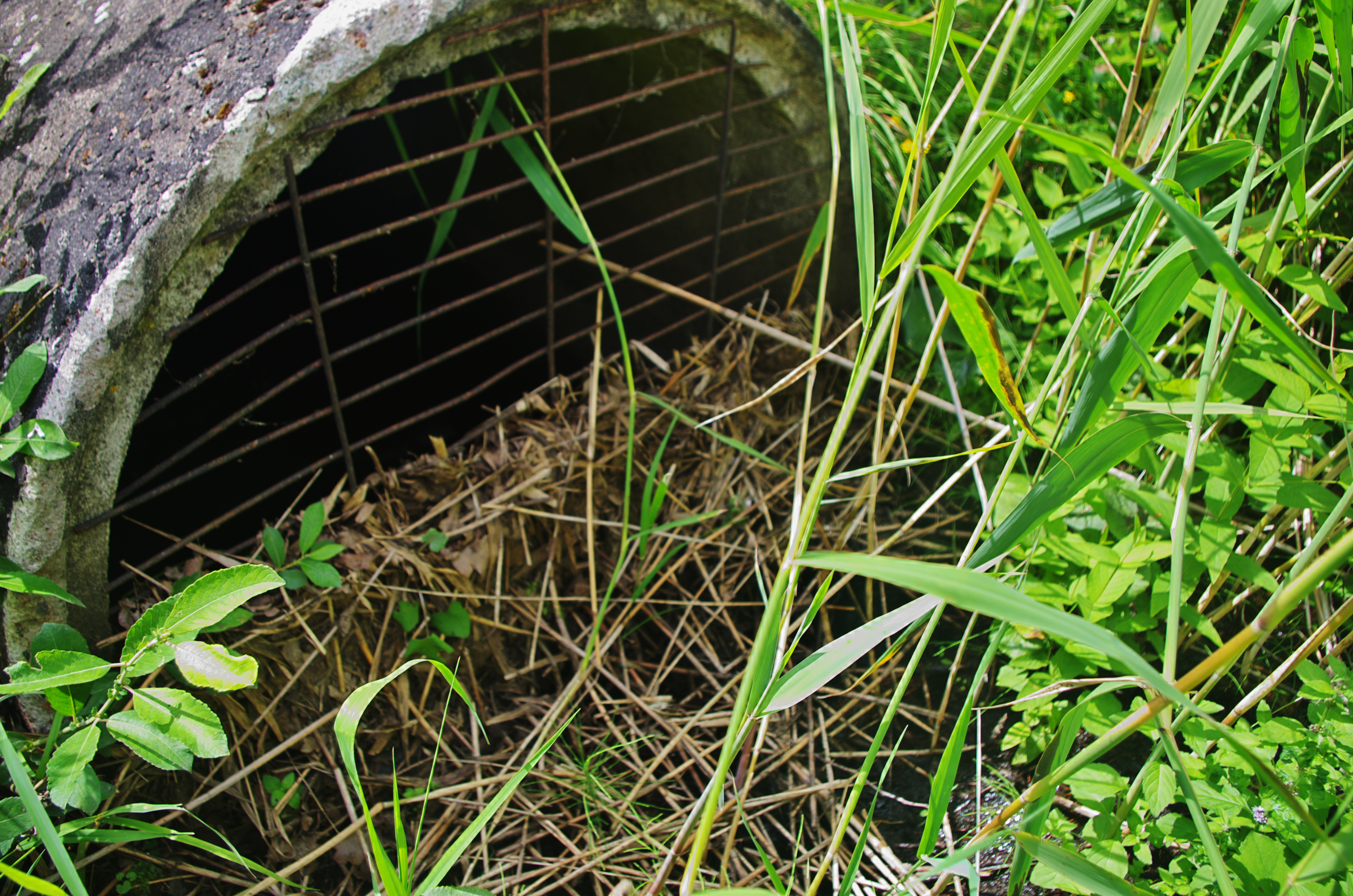
Sjöns utflöde genom en kalkstensvall